# Jozef Móder
Jozef Móder est né le 19 septembre 1947 dans le petit village de Tvrdošovce. C'est un joueur de football tchécoslovaque ayant remporté l'Euro 1976. Sa principale qualité était de tirer les corner.
Il inscrivit 75 buts en 318 matchs de championnat tchécoslovaque.

## Débuts
Móder commence le football à l'âge de 13 ans en jouant dans le club de son village pendant 5 ans. En 1966, alors qu'il n'a encore que 19 ans, il est recruté par le FK Inter Bratislava mais il ne reste qu'une saison où il termine 10e avec le club.
Il intègre la saison suivante avec le Lokomotiva Košice mais la première saison se passe mal et le club termine dans le ventre mou du championnat en 10e position ainsi que lors de la saison 1968-1969. Il montre l'étendue de son talent lors de la saison 1969-1970 et relève la tête avec le club et se classe à la 6e place. Malgré cette performance, le club fait une rechute et se classe à la 14e place. Jozef choisit ce moment pour quitter le club.

## Route vers le championnat d'Europe
Après son départ, Móder choisit le Dukla Prague pour tenter de remporter un championnat. La saison de son arrivée commence par une 3e place décevante et la suivante par un 4e rang. Pendant cette première saison, Jozef dispute son premier match sous les couleurs de son pays le 26 avril 1972 et une victoire sur le Luxembourg 6-0. Jozef retourne au Lokomotíva. À noter qu'il signe trois buts dans les deux matchs de qualification pour l'Euro 1976 face à l'URSS.
Son retour est entaché par une avant-dernière place, synonyme de relégation. Le club revient parmi l'élite en 1975-1976 et termine à une belle 8e position. Il remporte le championnat d'Europe de 1976 et inscrit son nom dans l'histoire de cette coupe. Le club monte en talent et en résultat en terminant 5e en 1976-1977 et remporte la Coupe de Tchécoslovaquie de football.
Le club ne finit plus d'impressionner et prend la troisième place du championnat en 1977-1978 avant de chuter la saison suivante au 11e rang mais se console avec le Coupe nationale. Le club finit 8e en 1979-1980 et Móder part à l'étranger en Autriche.

## Saisons en Autriche
Jozef tente sa chance dans le championnat autrichien avec le Grazer AK et joue pendant deux saisons où il termine 5e, 3e et remporte la Coupe d'Autriche de football.
Il termine sa carrière avec une dernière saison au Lokomotiva Košice et termine 10e.

## Palmarès
- Coupe de Tchécoslovaquie de football : 1976-1977, 1978-1979
- Champion d'Europe 1976
- Coupe d'Autriche de football : 1980-1981